# گرید او پوینتز
گرید او پوینتز (به انگلیسی: Grid of Points) یازدهمین آلبوم استودیویی از موسیقی‌دان آمریکایی لیز هریس می‌باشد که تحت نام هنری گروپر منتشر شده‌است و ۲۷ آوریل سال ۲۰۱۸ در ایالات متحده از سوی کرانکی منتشر گردید.